# Ried-Brig
Ried-Brig (hasta 1994 conocida como Ried bei Brig) es una comuna suiza del cantón del Valais, ubicada en el distrito de Brig. Limita al norte con las comunas de Termen y Grengiols, al este con Varzo (ITA-VB), al sur con Zwischbergen y Simplon, y al oeste con Brig-Glis.